# Pyszna
Pyszna – rzeka w środkowej Polsce, prawy dopływ Oleśnicy o długości ok. 30 km. Płynie na Nizinie Południowowielkopolskiej oraz w na krótkim odcinku na Wyżynie Wieluńskiej, w województwie łódzkim.
Rzeka wypływa ze źródeł na krańcu Wyżyny Wieluńskiej na południowy zachód od Wielunia.
Główny dopływ: Pomianka.

## Galeria

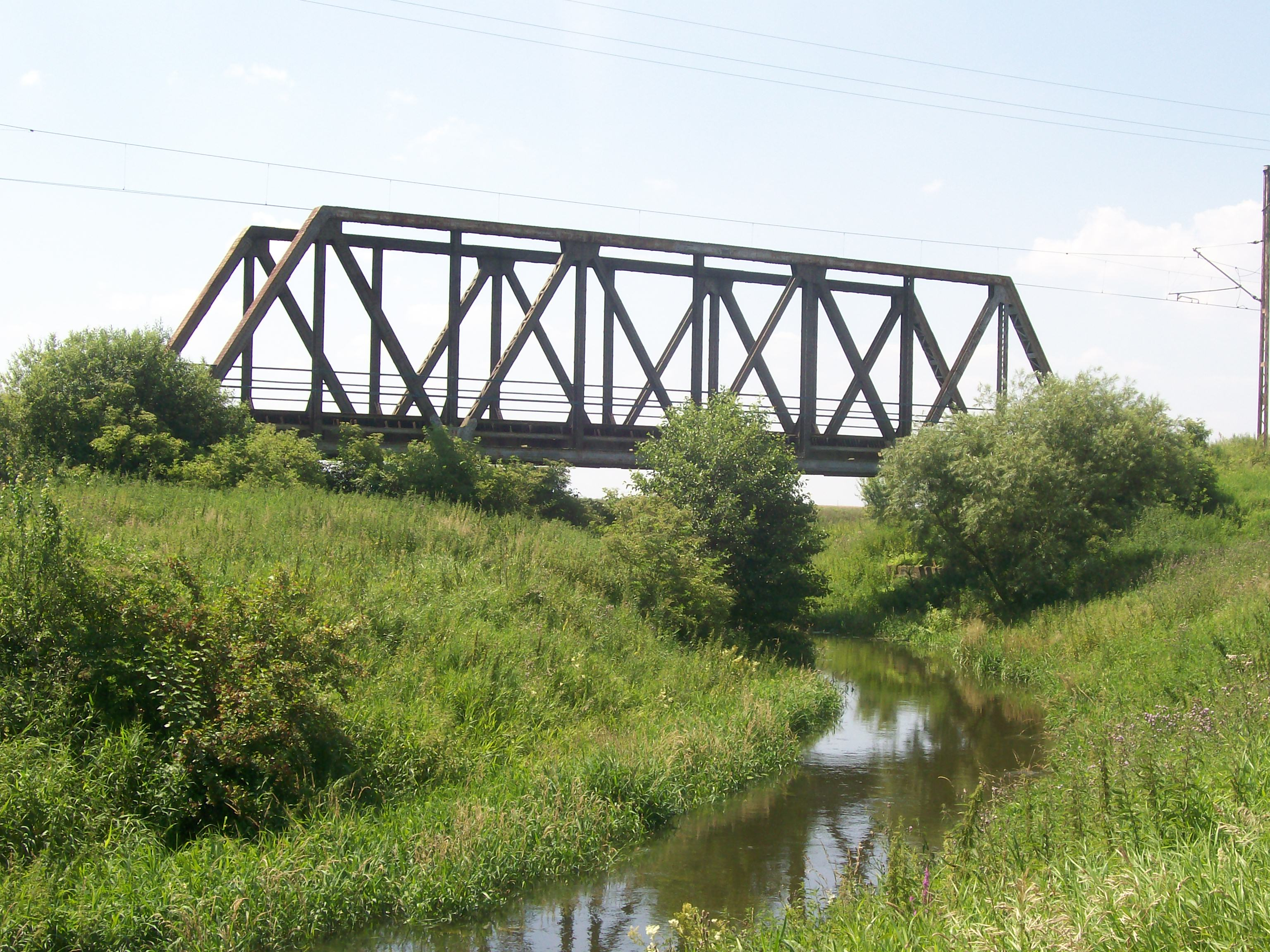
Rzeka Pyszna w okolicy mostu w ciągu Linii kolejowej nr 181
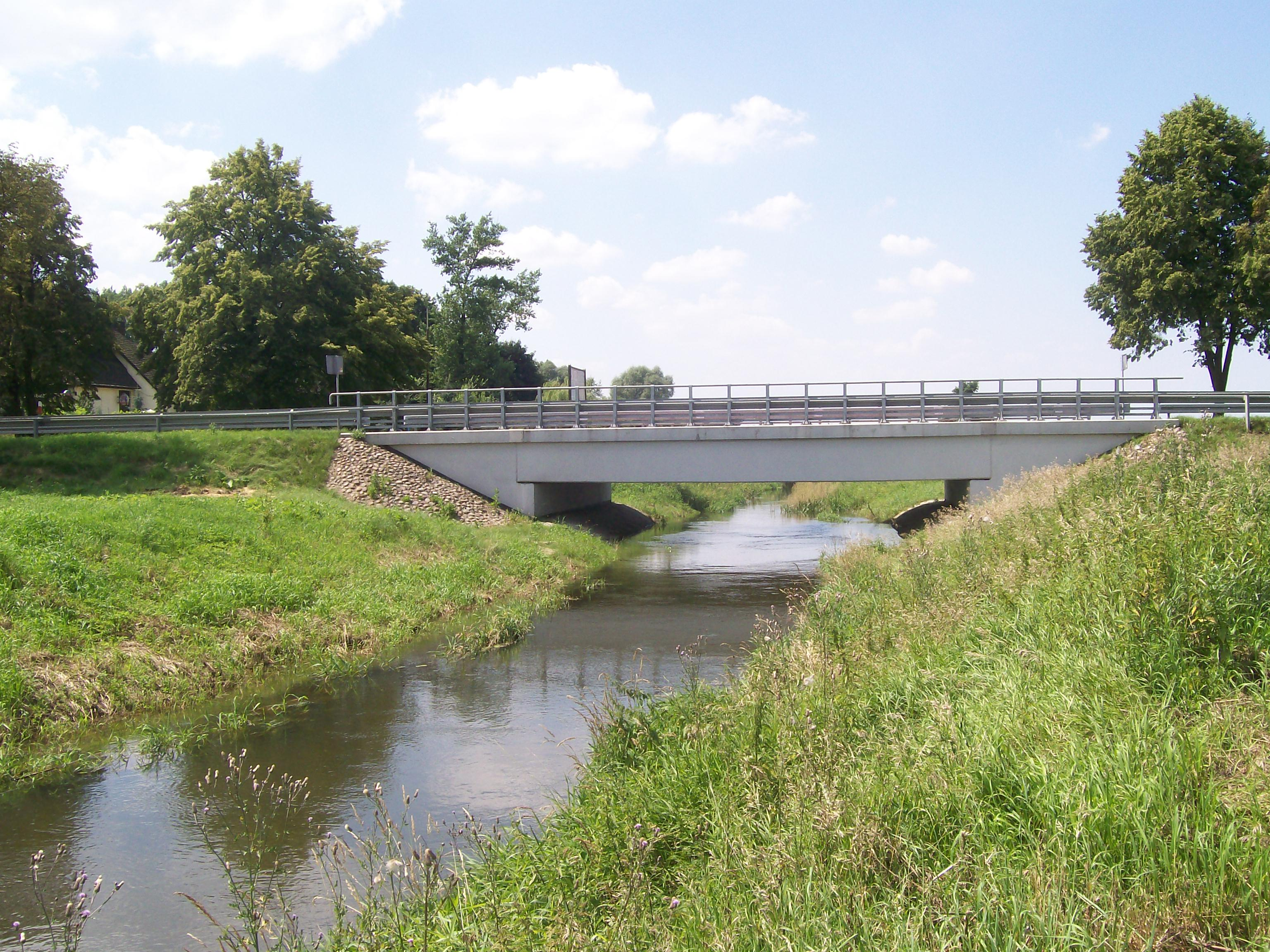
Rzeka Pyszna w okolicy mostu w ciągu DK45
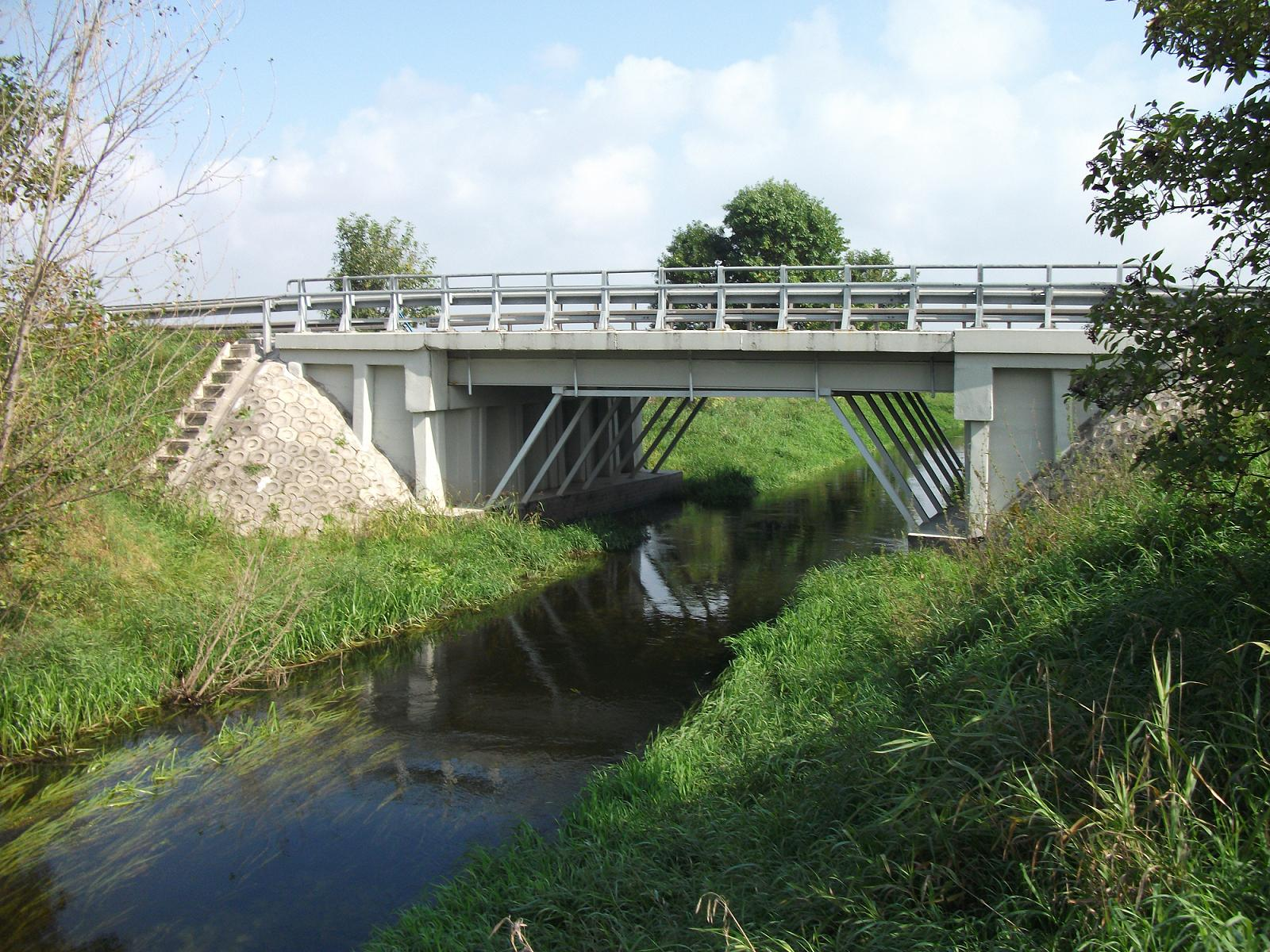
Rzeka Pyszna w okolicy mostu w ciągu DK74
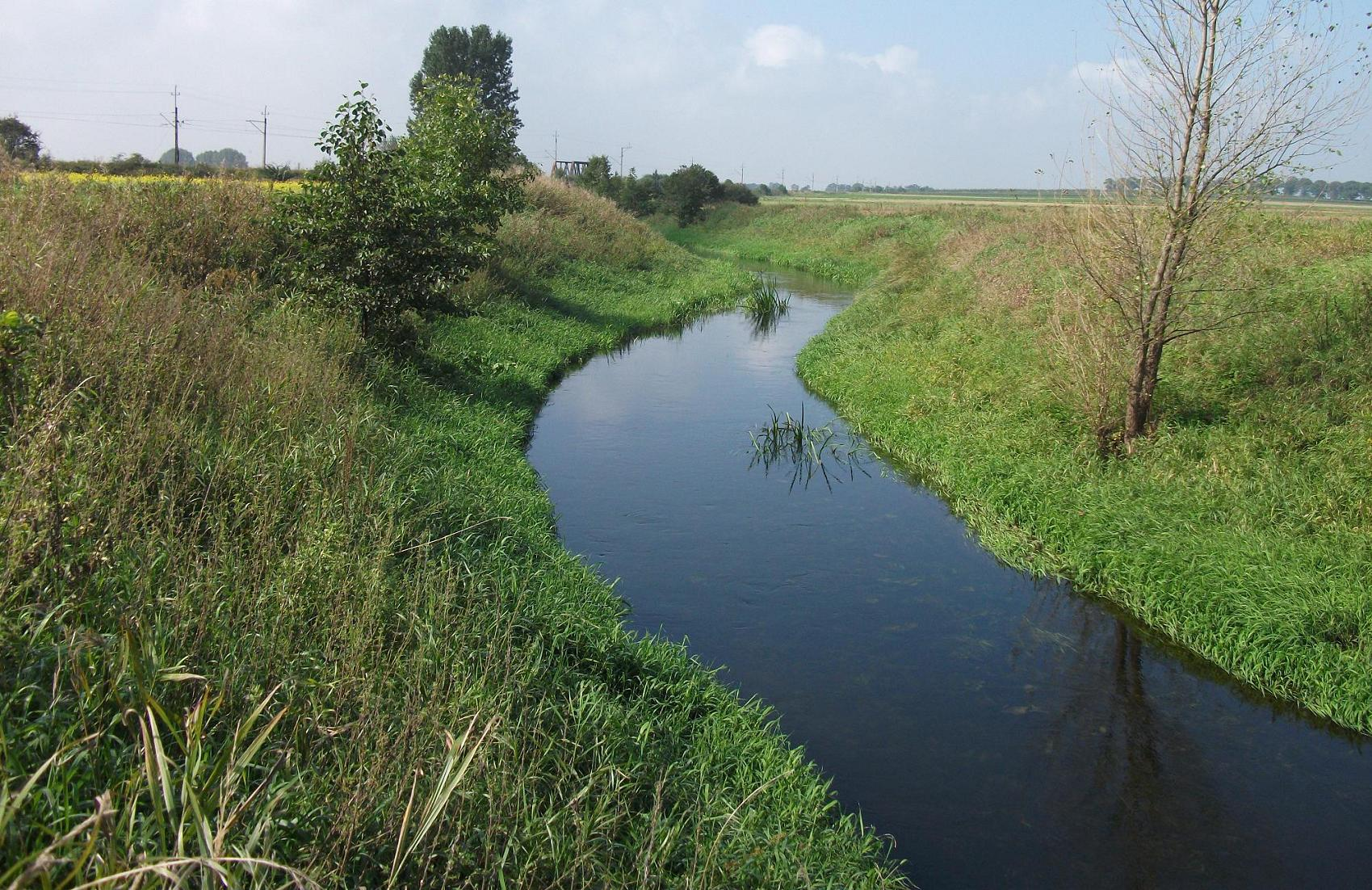
Rzeka Pyszna pomiędzy mostem drogowym (DK74) i kolejowym (LK181) w Dąbrowie k/Wielunia